# Leporinus fasciatus
Leporinus fasciatus és una espècie de peix de la família dels anostòmids i de l'ordre dels caraciformes.

## Morfologia
- Els mascles poden assolir 30 cm de llargària total.[3]

## Reproducció
És ovípar, la maduresa sexual li arriba quan assoleix els 15 cm de llargària i la reproducció té lloc entre desembre i maig.

## Alimentació
Menja cucs, crustacis, insectes, matèria vegetal i peixos.

## Hàbitat
Viu en zones de clima tropical entre 22 °C - 26 °C de temperatura.

## Distribució geogràfica
Es troba a Sud-amèrica: conca del riu Amazones.